# Утро над родината
„Утро над родината“ е български игрален филм (драма) от 1951 година на режисьорите Антон Маринович и Стефан Сърчаджиев, по сценарий на Камен Калчев. Оператори са Бончо Карастоянов и Константин Янакиев. Музиката във филма е композирана от Тодор Попов.

## Актьорски състав
Роли във филма изпълняват актьорите:
- Любомир Кабакчиев – Иван Бобчев
- Иван Стефанов – Найденов
- Жени Божинова – Надя
- Апостол Карамитев – Велизаров
- Петър Димитров – Инженер Цачев
- Георги Георгиев – Гец – Шлосера
- Иван Тонев – Стефанов
- Димитър Бочев – Красимиров
- Йордан Матев – Монката
- Боян Петров – Марин Бобчев
- Иванка Сладкарова – Елена Бобчева
- Тинка Ангелова – Майката на партизанина
- Светослав Станилов – Василев
- Владислав Молеров – Киров
- Рангел Вълчанов – Стойчев
- Георги Калоянчев
- Нейчо Попов
- Жана Стоянович
- Мария Русалиева
- Катя Динева
- Ани Дамянова